# Christoph Werner (Fußballspieler)
Christoph Werner (* 26. Juni 1986 in Bühlingen) ist ein deutscher Fußballspieler. Er spielt meist als Außenstürmer.

## Karriere
Bis Januar 2007 spielte Werner für die hessischen Amateurvereine SF Oberau und SV Bernbach. Für letzteren Verein, der in der Oberliga Hessen spielte, erzielte er in der Hinrunde der Saison 2006/07 in 20 Spielen elf Tore, woraufhin ihn der Zweitligist 1. FC Kaiserslautern verpflichtete. Er bestritt sein erstes Ligaspiel für die Lauterer am 2. März 2007 beim Gastspiel bei Erzgebirge Aue (0:1). Das Spiel blieb sein einziges für die Profi-Mannschaft des FCK. Hauptsächlich war er danach für die zweite Mannschaft aktiv. Nachdem er sich aber auch dort nicht durchsetzen konnte, wechselte er zur Saison 2009/10 zum FC Bayern Alzenau in die Regionalliga Süd. Bereits nach einem halben Jahr und lediglich zwölf Spielen trennten sich Verein und Spieler wieder und Werner wechselte zum hessischen TSV Grebenhain.
2011 verließ er den Verbandsligisten. In der Saison 2013/14 spielte er für Viktoria Nidda in der Gruppenliga Frankfurt Ost. Ab Juli 2014 spielte Werner für die SG Meilingen in der Kreisoberliga Rheingau-Taunus. Nach einer Zwischenstation bei seinem Jugendverein Sportfr. Oberau wurde er Spielertrainer beim KSV Aulendiebach im Fussballkreis Büdingen.